# Ebina, Kanagawa
Ebina (海老名市 Ebina-shi) là một thành phố thuộc tỉnh Kanagawa, Nhật Bản.